# Grethe Kausland
Grethe Kausland, née Nilsen le 3 juillet 1947 à Horten (Norvège) et morte le 16 novembre 2007 à Oslo, est une actrice et chanteuse norvégienne. Elle est l'une des artistes les plus populaires en Norvège dans les années 1950 et représente son pays lors du Concours Eurovision de la chanson 1972 avec Benny Borg.

## Biographie
Fille de Nils Anker Nilsen (1907-1985) et de Solveig Aurora Frantzen, elle fait ses débuts sur les planches à l'âge de 4 ans au Horten Revyteater. En 1955, elle remporte un concours radio amateur et enregistre un disque intitulé Teddyen min qui se vend à plus de 100 000 exemplaires. Elle est alors connue sous le nom de « Little Grethe ». Pendant la décennie suivante, elle enregistre plus de 30 chansons pour enfants.
Dans les années 1950, elle joue dans plusieurs films norvégiens dont Smuglere i smoking (1957), Far til fire og ulveungerne (1958) et le plus connu d'entre eux Ugler i mosen, le seul long-métrage d'Ivo Caprino. Après un rôle dans le film To på topp d'Øyvind Vennerød en 1965, elle fait une pause dans sa carrière.
Grethe Kausland revient sur le devant de scène en 1971 sous l'impulsion d'Arne Bendiksen qui lui écrit quelques solos dont Sommeren er her, sa chanson la plus populaire. L'année suivante, elle remporte le Grand Prix avec la chanson Småting, un duo interprété avec Benny Borg. Le duo est finalement choisie pour représenter la Norvège au Concours Eurovision de la chanson en 1972 où ils terminent 14e de la finale. La même année, elle monte un duo humoristique avec Eva Rydberg qui se produit dans l'émission Hylands Hörna.

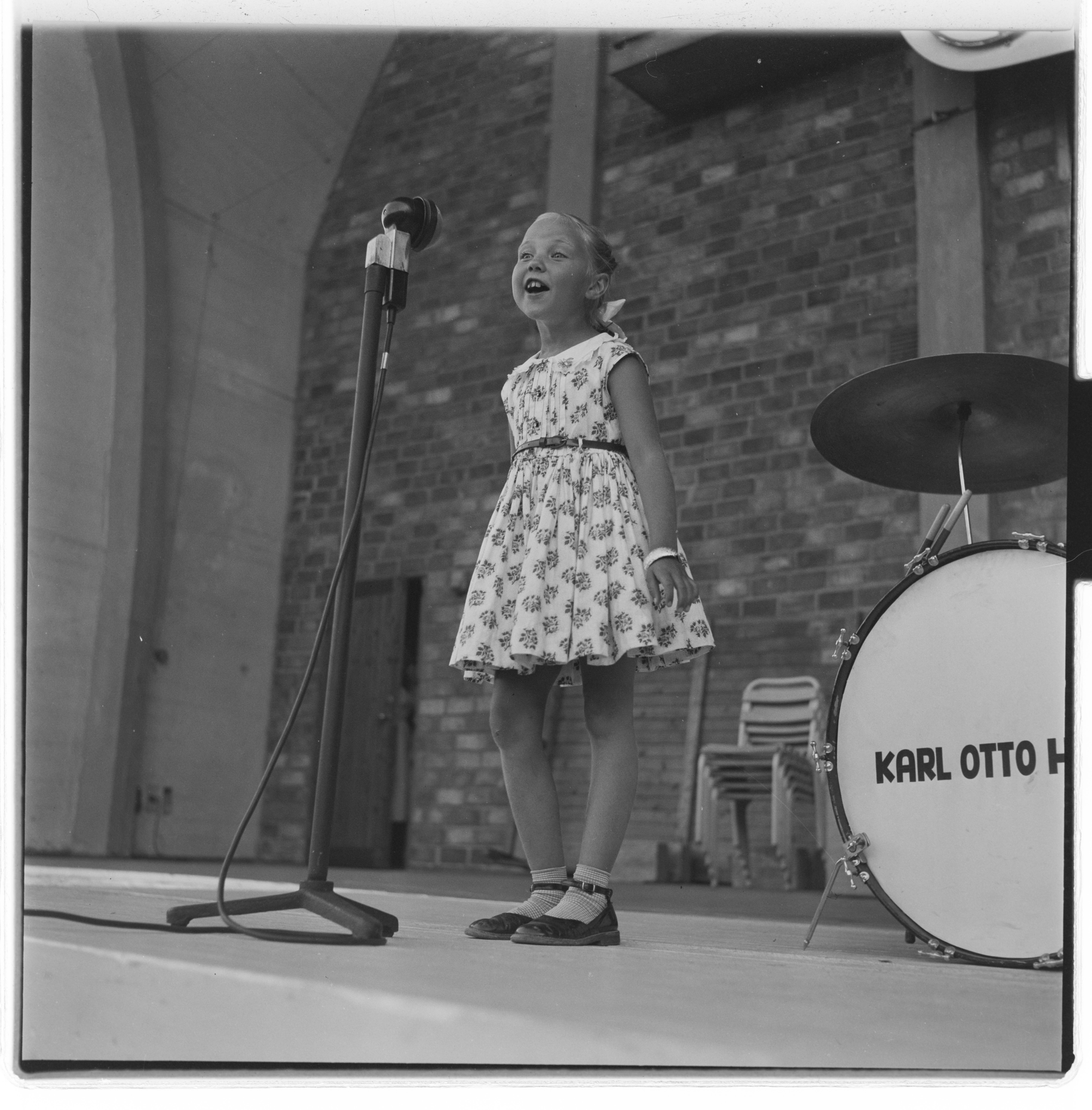
Grethe Kausland en 1955.

Tout au long de sa carrière musicale, Grethe Kausland se produit principalement avec d'autres artistes ou groupes. Le principal groupe avec lequel elle joue est Dizzie Tunes, composé de cinq jeunes hommes originaires de Skien. Leur collaboration débute en 1973 avec På go´fot et participe ensuite à plusieurs de leurs revues et spectacles dont le premier au Dizzie Theatre  en 1991, Go´-biter med Dizzie Tunes. Elle durera près de 20 ans. Elle accompagnera aussi le groupe lors de leurs tournées en Norvège et leurs spectacles à Göteborg et Stockholm en Suède.
Également très douée en imitation, elle joue un spectacle — Adam og Eva — au Montreux Comedy Festival en 1978 dans lequel elle est à la fois Doris Day, Julie Andrews et Liza Minnelli. En 1993, elle est l'actrice principale de A Star is Torn au Rogaland Teater où elle devient tour à tour Édith Piaf, Judy Garland, Billie Holiday et Janis Joplin.
Dans les années 1990-2000, elle fait des apparitions à la télévision dans plusieurs séries télévisées dont D'ække bare, bare Bernt (1996-1997), Karl & Co (1998-2001), Jul på Månetoppen (2002) et pour la dernière fois, deux ans avant son décès, dans Brødrene Dal og mysteriet med Karl XIIs gamasjer (2005).
En 2006, elle annonce être atteinte d'un cancer du poumon dont elle se remet avant de faire une rechute en août 2007 alors qu'elle est en pleine préparation de son nouveau spectacle. Elle en meurt le 16 novembre 2007 à l'âge de 60 ans. Elle est inhumée au Vestre gravlund (en) à Oslo.

## Distinctions
- 1978 : Spellemannprisen pour l'album A Taste of Grethe Kausland[10]
- 1991 : Statuette Leonard (no)[6]